# Carte de visite

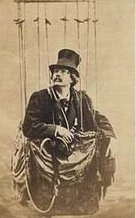
Franskt Carte de visite för Nadar

Carte de visite (ibland på svenska visitkortsporträtt) var en sorts små fotografier som 1854 patenterades i Paris, Frankrike, av fotografen André Adolphe Disdéri. Fotografitypen kan även beskrivas som visitkortsfotografi. 

## Historik

### Bakgrund
Kortet framställdes vanligen enligt äggvitemetoden (albuminpapper) som var den dominerande metoden för framställning av fotografiska kopior fram till omkring 1890-talet. På glasnegativ i formatet 18x24 cm fick man ut åtta bilder vilka vardera var på 6x9 cm.
Ett tunt fotografi monterades på en tjockare papp. Fotografiets mått var 2,125 × 3,5 tum vilket monterades på ett pappkort 2,5 × 4 tum (6,4 x 10,4 cm). 

### Lansering och spridning
Fotografier i form av "Carte de visite" blev genast populära i maj, 1859 när (enligt en obestyrkt men ofta upprepad anekdot) fotografen Disdéri hade den goda lyckan att vara på rätt plats vid rätt tid när Napoleon III avbröt sin marsch för att posera för ett fotografi i Disdéris studio. Några år tidigare, 1854, hade Disdéri också patenterat en metod för att ta åtta separata negativ på en enda plåt.
Fotografierna gjordes i storlek som ett visitkort, och – till stor del beroende på Napoleon III:s besök i Disdéris studio — blev sådana fotografier mycket populära och byttes mellan vänner och besökare. Fotografier på prominenta personer såldes av fotografer och pappershandlare och blev till samlarobjekt och fyllde fotoalbumen.
Genom framställning i stort antal hölls fotonas pris lågt, och de fick mycket stor spridning i slutet av 1800-talet. Bara den brittiska årliga försäljningen av cartes de viste var under 1860-talet på mellan 300 miljoner och 400 miljoner exemplar.
Till Sverige kom modet omkring 1860.

### Kabinettskort
I början av 1870-talet tillkom de så kallade kabinettskorten, som också oftast var gjorda som albumintryck, men större, monterade på pappskivor i storleken 4,5 × 6,5 tum. Kabinettkorten behöll sin popularitet fram till tidigt 1900-tal då Kodak introducerade Browniekameran och amatörfotografering blev en massrörelse.